# Italský spinone
Italský spinone, nebo zkráceně spinone (italsky Spinone Italiano, anglicky Italian Wire-haired Pointing Dog) je poměrně neznámé italské psí plemeno.

## Historie

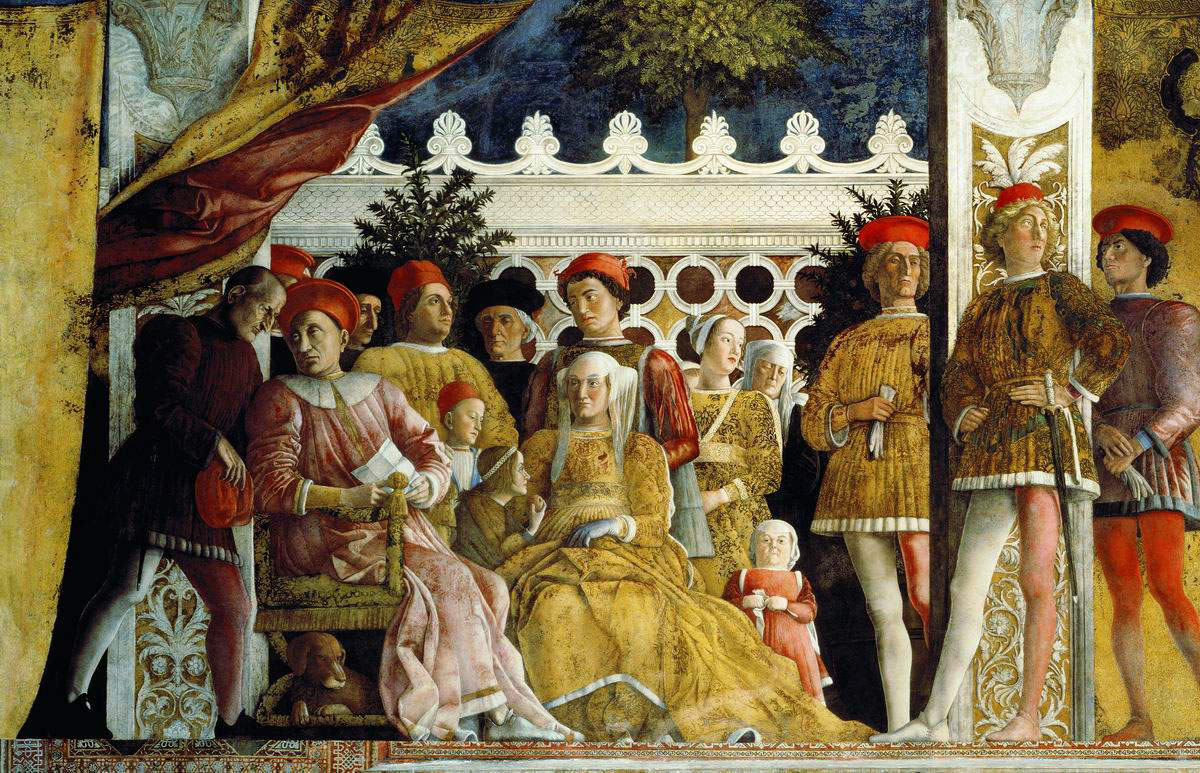
Spinone vyobrazený na fresce z 15. století, vlevo pod trůnem

Předci dnešních italských spinone existovali pravděpodobně již v antické době. První zmínky o těchto psech je možné najít již v 5. století př. n. l. Jednalo se o hrubosrsté lovecké psy, vyskytující se výhradně na území dnešní Itálie. Mezi přímé předky patřili pravděpodobně francouzští grifoni, italští hrubosrstí stavěči, pointeři a pravděpodobně i některá stará ovčácká plemena psů. Další zmínku nacházíme ale až v roce 1683, kdy Sélicourt ve své knize „Dokonalý lovec“ píše o hrubosrstých psech, pocházejících z Itálie a Piémontu. Podobný typ psa byl často vyobrazován ve spojitosti s úspěšnými lovy, avšak nejznámějším dílem, kde je italský spinone vyobrazen, je freska od Andrea Mantgna z 15. století, kdy pes leží pod královským trůnem (viz obrázek vlevo). Až do 19. století existovaly dvě varianty plemene; hrubosrstá a dlouhosrstá, v této době se ale hrubosrstá varianta rozmohla do té míry, že dlouhosrstá vymřela. Dodnes existuje jen hrubosrstá varianta, o obnovení dlouhosrsté se nikdy nikdo nepokoušel. Za druhé světové války plemeno téměř vymřelo, nejen kvůli válce samotné, ale i kvůli tomu, že myslivci začali využívat novější plemena, například pointra a španěly.
Oficiální zkratka používaná pro plemeno italský spinone je SPI. V České republice se chov těchto psů teprve rozvíjí, a je možné je vidět jen zřídka. Nejrozšířenější je toto plemeno v Itálii, kde je dodnes nejoblíbenějším loveckým plemenem.

## Povaha

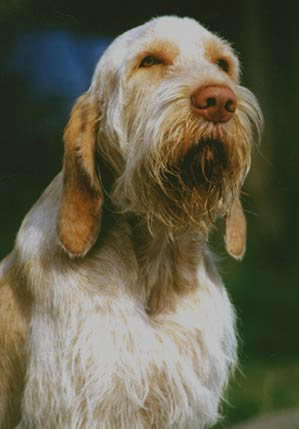

Italský spinone je učenlivý, milující, oddaný a hravý pes. Je dobře známo, že je milý a laskavý k dětem. Je loajální a zcela oddaný vůči svému majiteli i rodině. Plemeno není přirozeně agresivní, ale agresi si může "vypěstovat" při nedostatečné socializaci nebo příliš tvrdém výcviku,
Hodí se pro lov a rychle se učí, co po něm majitel chce, přesto může chvílemi být tvrdohlavý. Je to poměrně citlivé a žárlivé plemeno, příliš tvrdý výcvik zbytečně kazí vztah mezi psem a majitelem. Má sklony ke slintání.

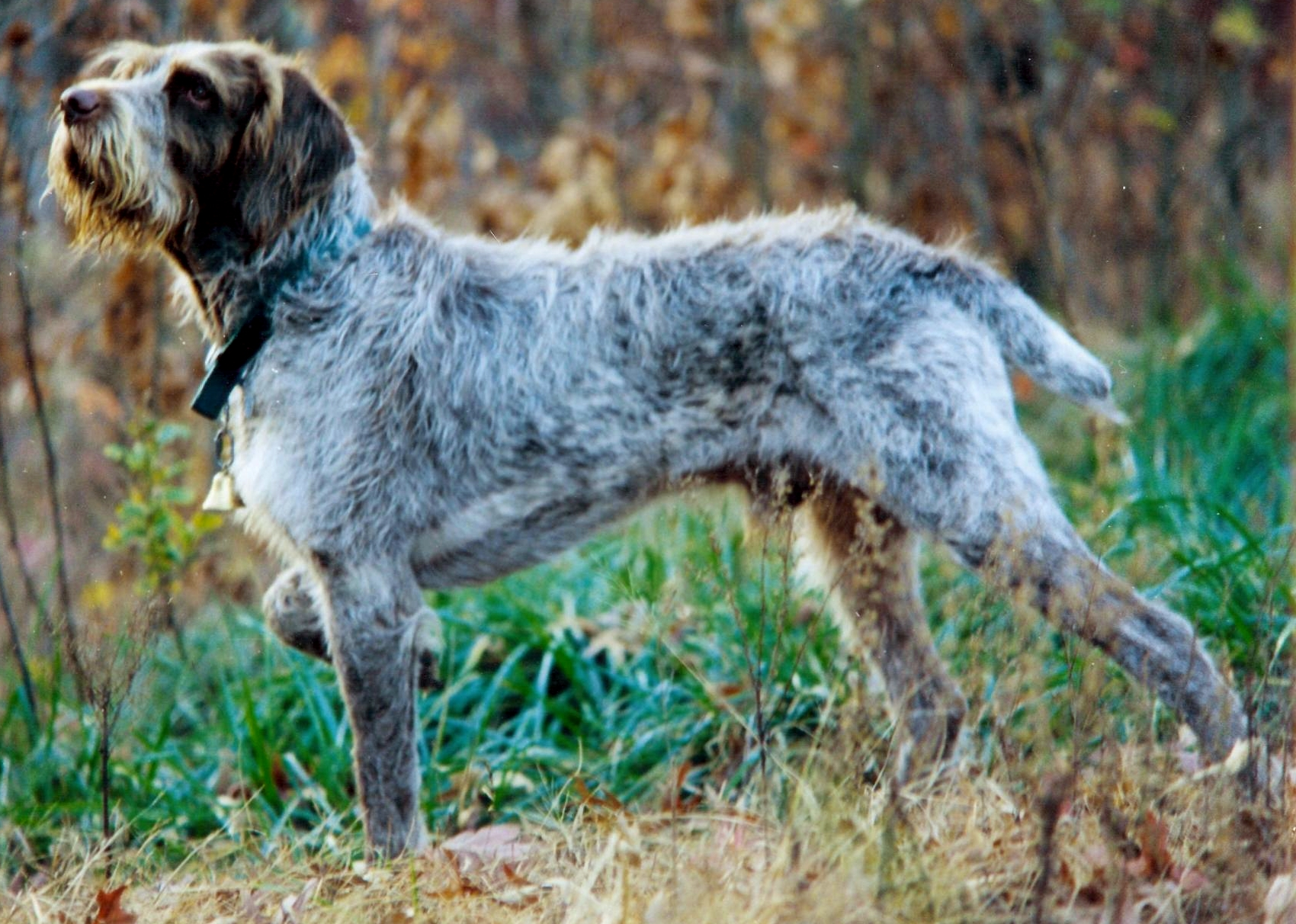

Italský spinone je aktivní a pracovité psí plemeno, ale není tak mrštný a obratný, jako někteří jiní ohaři. Typicky se pohybuje v uvolněném klusu, pokud ale uvidí kořist, sám ji začne velmi rychle pronásledovat.

## Zdraví
Stejně jako většina čistokrevných a šlechtěných psů má i toto zdravotní problémy.
- Cerebelární ataxie (CA): CA je smrtelné dědičné onemocnění, o kterém je známo, že často postihuje štěňata italských spinone. Je to recesivní gen. Žádné štěně s CA se většinou nedožije jednoho roku, běžně umírají v 10 nebo 11 měsících života. Nicméně dnes již existují testy, které dokáží s přesností 95 % určit, zda je daný jedinec přenášeč genu.

- Dysplazie kyčelního kloubu (DKK): Stejně jako mnoho velkých a těžkých psů, i italský spinone trpí na dysplazii kyčelního kloubu. Toto dědičné onemocnění postihuje kyčle a vzniká při velké zátěži na klouby, třeba v případě, že je pes obézní nebo byla na klouby ve štěněcím věku vyvíjena moc velká námaha,

Co se délky života týče, pak v roce 2004 provedl UKC (United Kennel Club) průzkum zdraví plemene, který zjistil, že průměrná délka života italského spinone je jen 8,7 let. Přesto se dnes toto plemeno dožívá 11 - 12 let.